# Gilson Manufacturing
Gilson Manufacturing Co. war ein kanadisches Unternehmen.

## Unternehmensgeschichte
Das Unternehmen wurde 1850 in Guelph als Gießerei und im Bereich des Maschinenbaus gegründet. 1906 kamen Schiffsmotoren und Stationärmotoren dazu, nachdem Edward Barelman in das Unternehmen eingetreten war. 1914 übernahm Barelman die Kontrolle über das Unternehmen von der Familie Gilson. 1921 begann die Produktion von Automobilen. Der Markenname lautete Gilson. 1921 oder 1922 endete die Pkw-Produktion. Außerdem entstanden zwischen 50 und 100 Traktoren. Nach dem Tod von Barelman 1929 übernahm Horace Mack die Leitung.

## Straßenfahrzeuge
Um 1920 entstand ein einzelnes Motorrad, gebaut von den beiden Mechanikern Robert Dawson und Horace Mack.
Das Unternehmen orderte Teile für sechs Fahrzeuge. Allerdings wurden nur zwei fertiggestellt und ein drittes teilweise montiert. Der Vierzylindermotor kam von Continental, obwohl Gilson selber Motorenhersteller war. Karosseriert waren die Fahrzeuge als offene Tourenwagen.